# Mundo (fiume)
Il Mundo è un fiume della Spagna, il principale affluente del Segura, a cui confluisce da sinistra. Nasce nella sierra del Calar del Mundo, nella comarca della Sierra de Alcaraz, nella Mancia (Provincia di Albacete). Etimologicamente, "Mundo" non deriva dal sostantivo che si riferisce al "mondo", ma dall'aggettivo "mondo": "pulito, chiaro..".
Il geografo andalusí Al-Zuhri indica la probabile denominazione dell'attuale fiume Mundo come Mīšūnīš, dato che la allora alquería corrispondente all'attuale Mesones, nel comune di Molinicos darebbe nome al fiume per essere la prima località attraversata.
La sorgente si trova in un luogo turistico chiamato Los Chorros del río Mundo frequentato da molte persone per vedere le cascate e la profonda caverna (si conoscono più di 32 km di gallerie), da cui precipitano le cascate alte più di 300 metri. Il volume di acqua delle cataratte è molto variabile e può essere scarso in tempi di siccità. Però il fenomeno è singolare, dato che è collegato a una falda di tipo carsico, che produce brusche variazioni stagionali, chiamate anche risorgive a "Trop plein". La migliore epoca per visitarle è la primavera, nelle date in cui si produce spontaneamente un'esplosione straordinaria di risorgenza d'acqua; fenomeno carsico curioso e popolarmente conosciuto nella zona come il "Reventón".
Il fiume Mundo riceve nel lago di Talave (35 hm³) il Canale Tago-Segura. A valle si trova il lago di Camarrillas di 36 hm³ di capacità.
I principali affluenti sono il Bogarra (o Madera) formato a sua volta dall'unione dei fiumi Madera e de los Viñazos o Mencal, ed il río de la Vega de Riopar.

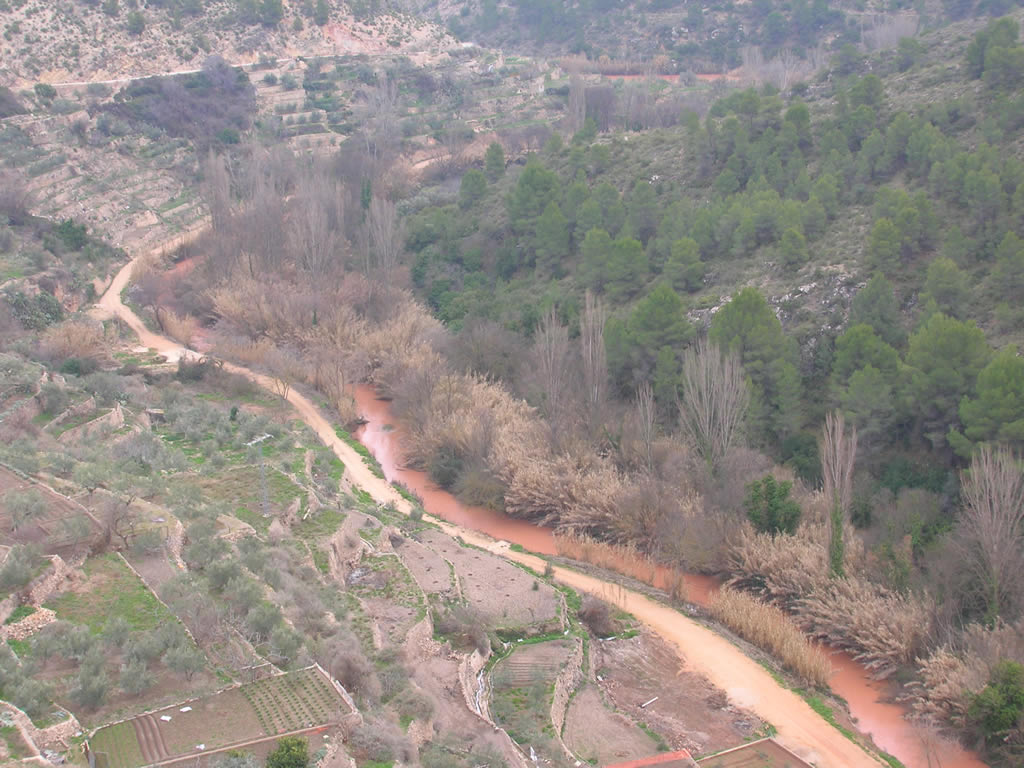
Il Mundo visto da Liétor, febbraio 2006

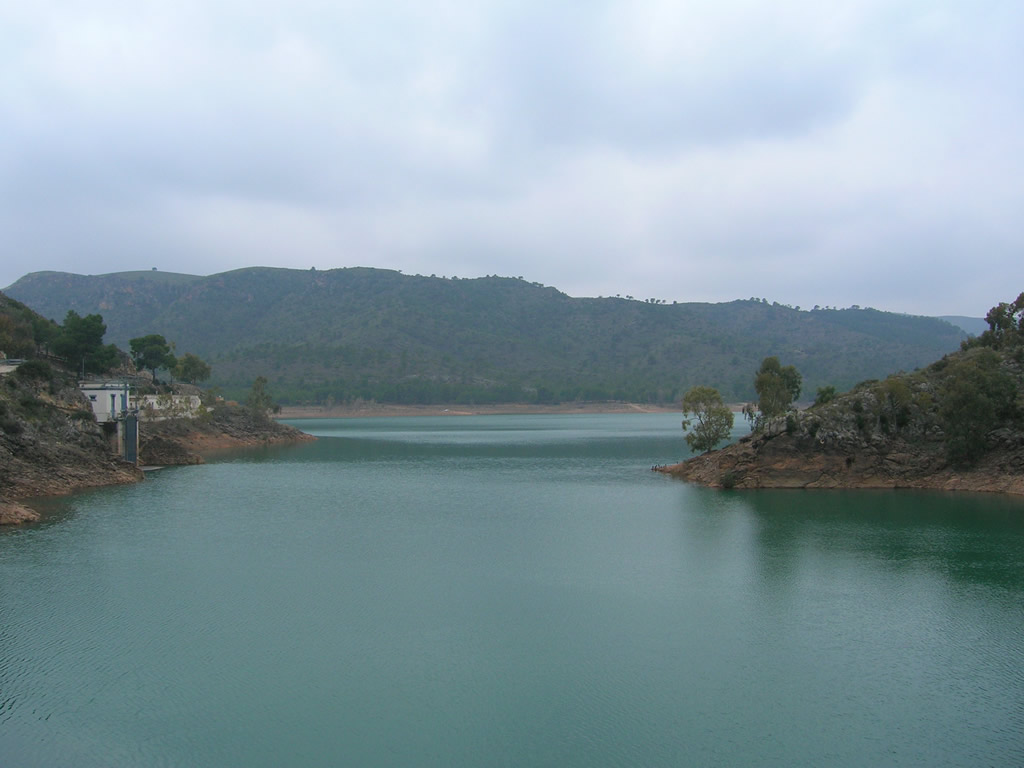
Lago del Talave, visto dalla diga

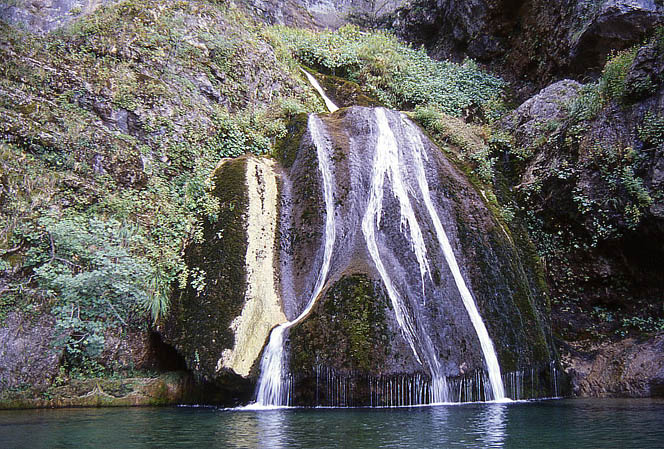
Fiume Mundo

## Comuni attraversati
Il mundo attraversa i comuni di Riópar, Molinicos, Aýna, Bogarra, Liétor ed Hellín, in provincia di Albacete.